# 廣告訊息訴求
廣告訊息訴求指廣告主對訊息內容所期望產生的反應，也就是希望各類訊息所能達成的各類訊息效果。由於各種廣告的最佳呈現方式都不相同，因此各種不同的廣告訊息會有各自適合的訴求呈現方式。

## 各類訴求
恐懼訴求:輕微恐懼訴求的說服效果大於強烈恐懼訴求的說服效果。因此中等程度的恐懼訴求所造成的效果最好;而過分的恐懼訴求只會讓人產生逃避的心態還可能產生不安進而會降低說服效果。
娛樂訴求:愉悅形式的娛樂訴求方式，通常可以用來提高訊息的說服效果(Karlins and Abelson, 1970)。但過多的娛樂也會造成反效果。
參與訴求:只要積極的參與就可以提高訊息的說服效果。
感性訴求:在從事說服性傳播的人較喜歡使用此說服效果。偏重於感性的購買，動之以情從消費者內心感受及需要上著手，常利用獨特引誘來吸引人們購買、讓人們歡笑感興趣等方式，也常利用人生片段及故事情境或名人推薦方式引發消費者對產品廣告注意和認同表現自我的東西。
理性訴求:偏重於對消費者說之以理，理性的分析說明商品的優點所能帶給消費者的利益，常利用實驗證明及示範比較的表現方式，如:安全舒適性、耐用、好用且外觀美麗、經濟實惠。
挑臖訴求:如果傳播者能先挑起對方攻擊性與侵略性的話，然後再建議對方消除此攻擊和侵略性，較能使對方接受建議。運動產品很適合用此訊息訴求。
幽默訴求:雖然使用此訊息訴求已漸漸普遍，但效果非顯而易見；然而它在廣告吸引力和記憶廣告內容方面很有效。
道德訴求:訴諸人們的道德感試圖告訴大家對與錯，試圖改變原本的偏差行為，常用來說服社會大眾參加公益活動建立良好形象。

## 結論
在每個不同廣告訊息的呈現方式上，要搭配最適合的訴求方式，才能夠讓廣告訊息帶給消費者最佳的記憶效果。